# 康熙定台
康熙定台是指康熙帝在繼位後對明鄭政權使用战争与谈判手段，最終将原屬明鄭的大員地區纳入清朝版图的过程。从公元1662年（明永曆十六年、清康熙元年）郑成功在台湾逝世，郑经继位，到1683年（明永曆三十七年、清康熙二十二年）清朝成功驅逐明鄭，清朝与明鄭先后进行了10次和谈，前9次都失败了，最后一次清朝使用了武力手段，以战逼和，在澎湖海戰大捷後大兵压境，使明鄭投降，並將明鄭東寧劃歸福建省台廈道，正式收入版圖。

## 背景

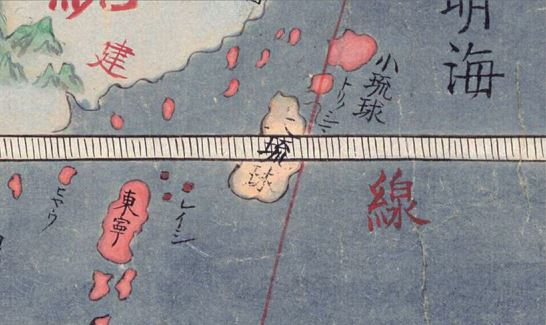
日人新井白石臨摹《坤輿萬國全圖》並上色的地圖（1708年版），「東寧」即為臺灣

1646年郑芝龙降清，其子鄭成功諫阻失敗。1655年南明永历帝敕封鄭成功为延平王。1659年（永曆十三年、順治十六年）五月，鄭成功北伐中原，大震江南，連下4府3州32縣，師迫南京，然而卻後繼無力，被清廷援兵擊敗，退走廈門。兩年後，康熙帝即位不久，奉南明为正朔的延平王郑成功率军横渡台湾海峡，次年击败當時在台南地區殖民的荷蘭東印度公司統治者，于南臺灣建立明鄭政權，使用大明国号和年号。
同年，清廷為斷絕鄭氏集團與大陸間的聯繫实施海禁，將山東、江蘇、浙江、福建、廣東等地的老百姓迁至內地，並在原沿海處立邊界、設軍隊防守，“片板不允許下海”。清廷對新加入統治區的漢人城鎮採取的控制措施嚴厲之至，當時沿海五省分濱海30里以內房屋、田園、港埠皆被滿清下令毀壞，台灣威脅的存在使得中國沿海的文化、經濟遭受到了巨大的損失。
郑成功病逝後，其子郑经对内奉南明永历帝正朔，对外与统治中国的清廷互不统属，将东都改名为东宁，表明台湾是一个新的国家，所谓“东宁建国，别立乾坤”，声称台湾“非中国版图”，在与清廷谈判的过程中坚持“效朝鲜例”。在谈判中，並又以苻坚讨伐东晋、隋炀帝远征辽东为鉴，警告清统治者不要轻易对台湾动用武力，又以为有“汪洋万顷之隔，波涛不测之险”，作为天然屏障，有天堑可恃，觉得清朝动用武力绝非易事。

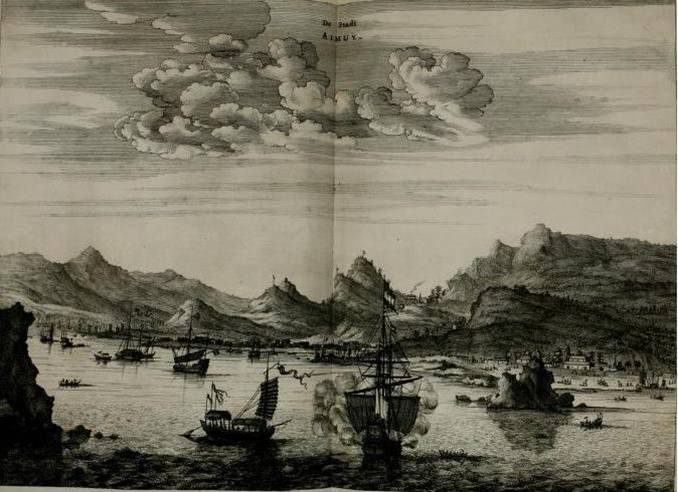
三藩之亂時，清荷聯軍與明鄭軍隊交戰於金門西北烏沙頭

1674年（永曆二十八年、康熙十三年），鄭經動員了旗下武裝力量參與了當時在中國南部爆發的三藩之亂，終結了與大陸接近十年的相對和平期。隨著三藩之亂的潰敗，鄭經也失去了戰前在中國東南沿海得以建立的少數據點。1680年，鄭經失去了在東南沿海最重要的據點——廈門。廈門的失去讓台海直接成為清鄭對峙前線，並帶給了退居臺灣的鄭經嚴峻的內部壓力。為了應付失去的收入來源以及防止軍隊嘩變、籌措軍餉，鄭經採取了徵兵制度以及增稅等措施，使得政府與民眾的內部矛盾開始激化。
與臺灣本地原住民之間的衝突也是鄭氏末期統治的特徵之一。舉例來說，在1680年（永曆三十四年、康熙十九年）時，由於收到消息得知清軍有可能會入侵臺灣北部的基隆地區，鄭經曾命人摧毀當地的一座堡壘以防止堡壘落入敵手。到了1681年時，由於防務策略改變，鄭經又決定派兵徵調原住民在北海岸重修堡壘以強化清軍的防禦。1682年（永曆三十六年、康熙二十一年）農曆五月，在新竹負責運送督造堡壘的士兵的原住民捆工由於不滿漢兵的對待而反叛，殺害了他們的上級、偷走了糧草，並躲避進了山林。1683年，由於糧食短缺，也有過數個原住民部落反叛明鄭統治的記載。

## 过程

### 談判

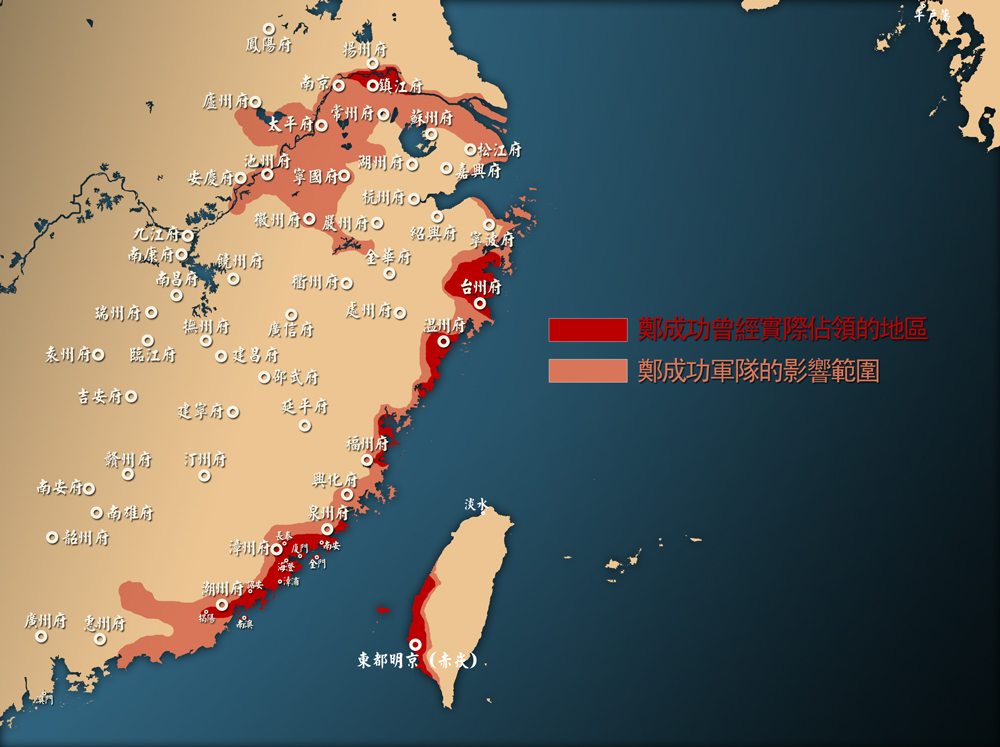
明鄭勢力範圍

1662年（永曆十六年、康熙元年），郑成功去世不久，清廷耿继茂、李率泰派员到厦门與鄭氏集團的第一次谈判，企图说服郑成功之子郑经归降。郑经为了减轻压力，与清朝谈判，並交出了南明皇帝赐给的敕书、印玺。清廷要求台湾人迁回内地、剃发易服，但郑经拒绝，称“东宁偏隅，远在海外，与中国版图渺不相涉。”康熙二年（1663年）清朝出兵攻打郑氏在大陆的最后一个据点厦门，郑经战败，退出厦门，逃奔台湾。清朝乘胜出征台湾，在海上突遇台风，船只沉没，无功而返。康熙六年（1667年）清廷再派总兵孔元章赴台湾招抚，答应郑经如归顺，可封“八闽王”，但郑经拒绝招抚，称“台湾远在海外，非中国版图”。
在一系列談判過程中，鄭經在臺灣的政權持續的受到外來的武力威脅。1664年（永曆十八年、康熙三年），曾受鄭成功驅逐的荷蘭人與清廷交好，並派兵重新佔領了臺灣北部的基隆地區。鄭經曾於其中發兵征討，但不幸失敗，直到1668年才成功驅逐荷蘭人。與荷蘭人東西呼應的清軍也曾在1665年發兵進攻澎湖，遭遇颱風而潰敗。
1669年（永曆二十三年、康熙八年），康熙擒拿鳌拜正式亲政后，又派刑部尚书纳兰明珠南下福建，主持对台和谈，令兴化府知府慕天颜赴台，宣示招抚之意。清廷作出重大让步，允许郑氏封藩，世守台湾。郑经则提出：“苟能照朝鲜事例，不削发，称臣纳贡，尊事大之意，则可矣。”康熙帝答复：“若郑经留恋台湾，不思抛弃，亦可任从其便。至于比朝鲜不剃发，愿进贡投诚之说，不便允从。朝鲜系从未所有之外国，郑经乃中国之人。”康熙帝反对，谈判故而破裂。
1673年（永曆二十七年、康熙十二年），三藩之乱爆发，郑氏集团与三藩相呼應，参与了對北京的叛乱活动。与据守在福建的耿精忠一同燃起了东南沿海的战火，曾一度攻占了泉州、漳州、潮州等地。1680年郑氏退守台湾。清廷再次争取和谈，福建总督姚启圣派副将黄朝用赴台。郑经要求“请照琉球、高丽外国之例，称臣奉贡，奉朝廷正朔，受朝廷封爵”，而康熙坚决不同意台湾比照琉球、高丽之例，认为“台湾人皆闽人，不得与琉球、高丽比”。和谈又无结果。
1677年（永曆三十一年、康熙十六年）七月的和谈中，康亲王向郑经许诺，如果郑军撤出沿海岛屿，退守台湾，就答应郑氏把台湾变为中国藩属国的要求，并与台湾“通商贸易，永无嫌猜”。康熙十七年（1678年）的和谈中，清军将领賚塔則在给郑经的信中说，如果郑经肯退守台湾，则“本朝何惜海外一弹丸之地”，郑氏可永远占据台湾，“从此不必登岸，不必剃发，不必易衣冠。称臣纳贡可也。以台湾为箕子之朝鲜，为徐福之日本”。

### 征伐
1681年（明永曆三十五年、清康熙二十年），两岸情势发生逆转。清朝平定三藩之乱，而此時的台湾，卻因郑经病逝引发东宁之变，鄭經母親董太妃支持的鄭克塽縊殺鄭經親身指定的繼承人鄭克𡒉，人心離散。次年十月，臺灣明鄭統治範圍爆發飢荒，出現嚴重的內部危機。清實錄記載，清廷當時讨论如何解决明鄭问题，很多人反对武力攻台。而康熙帝认为时机已到，便作出支持征台的决策，并起用郑氏降将施琅担任福建水师提督，准备攻台，清廷並於十一月二十日授予施琅「專征臺灣之權」。

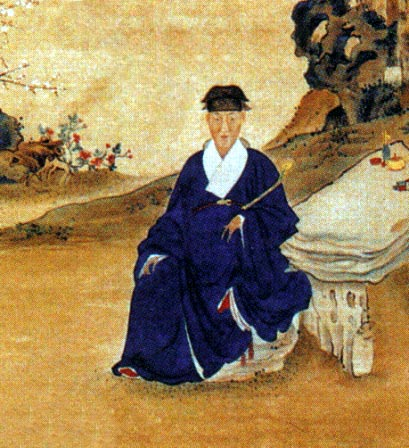
投降滿清的末代延平王鄭克塽畫像

康熙二十二年六月十六日（1683年7月10日），施琅率领水陆官兵两万余人、战船200余艘攻打臺灣。十八日，施琅先派战船攻取澎湖港外的虎井、桶盘二岛，扫清了外围。二十二日早七时，经过充分休整和准备的清军向澎湖鄭军发起总攻。经过9小时激战，清军取得全面胜利，共毙伤鄭军官兵一万二千人，俘获五千余人。击毁、缴获鄭军战船150余艘。鄭军主将刘国轩乘小船从北面的吼门逃亡台湾。此役清军阵亡329人，负伤1800余人。
| “                                      | 他[指姚啟聖]剛一到任就派人在臺灣散發全面大赦令，許諾凡歸順韃靼人[滿清]統治者將會得與其現有相同的職務、爵位及特權。......於是，姚總督認為奪取臺灣的時機已經成熟，當即命令施提督率強大艦隊奪取澎湖列島。施提督在這裡遇到的抵抗比他想像的激烈許多；駐守者憑藉荷蘭大砲猛烈抵抗，不過最後終因寡不敵眾而屈服。澎湖既陷，[臺灣的]年輕君主的謀臣認為，鑑於士兵士氣低落，臺灣難以守住。因此，他們不等施提督進攻到船塢便派船以年輕君主名義向皇帝送去了進降表以示歸順。 | ” |
| ——耶穌會傳教士馮秉正，記載於1715年書中 | |   |

澎湖海战结束后，清军对台湾郑氏集团已形成大兵压境的有利态势。六月二十六日（7月20日），寧靖王朱術桂自杀殉国。在内外压力的逼迫下，郑克爽在康熙二十二年（1683年）七月五日完全接受了清政府的和谈条件，放弃抵抗企图，向清政府递交降書。十三日，施琅率清军在台湾登陆，接管台湾。鄭成功之子等6人、鄭經之子鄭克塽等9人、明鄭主要官員劉國軒、馮錫範家族，以及當時隨鄭遷台的明朝皇室後裔等人，均移入內地，授予清朝爵位和官職，明鄭正式滅亡，康熙征臺灣獲得成功。
康熙二十二年八月...庚子...戊辰，施琅疏报师入台湾，郑克塽率其属刘国轩等迎降，台湾平。 ——清史稿 卷七

## 善后

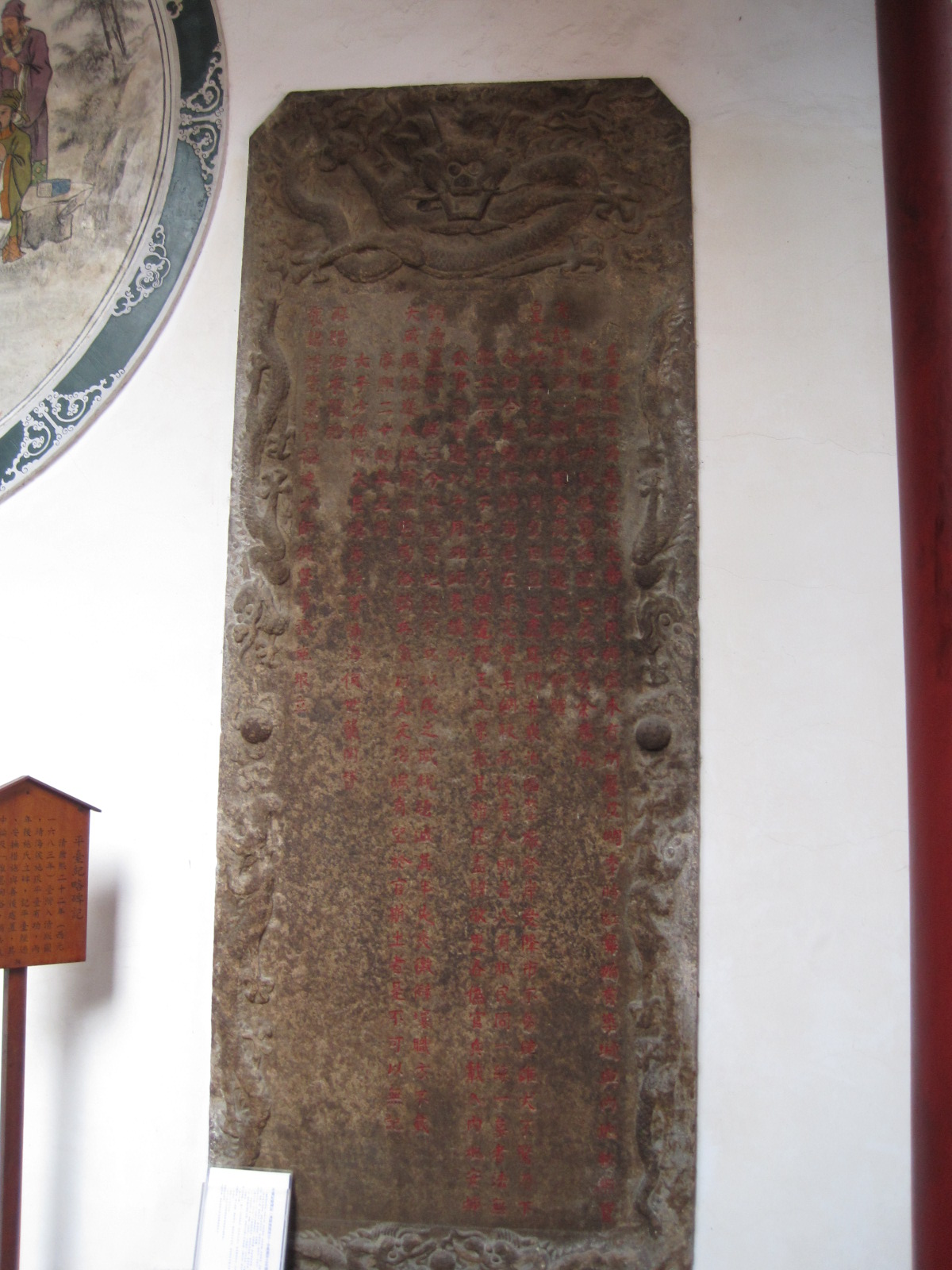
〈施琅平臺記略碑記〉，位於今日的台南市大天后宮

由於明鄭的和平投降，施琅平臺灣後，當地並沒有出現過有組織的大型反叛。不過清政府仍花費了巨大的心力處理少數剩下的明鄭殘部。在這其中，最大的一次是發生在1684年小岡山（今高雄市岡山區、田寮區）的叛變，當時以蔡機功為首的涉事叛兵高達三至五千人，但也極快地被由一名知縣吳英所率領的原住民、官兵聯軍所鎮壓住了。施琅在臺灣當地的治理以治安為優先要務，並極力減少他的士兵（自認為自己是土地的征服者）以及臺灣民眾（由於不久前仍身為叛亂者的身份而多數對於自身處境充滿不安）之間的衝突。舉例來說，施琅的士兵被命令禁止強佔民宅，下屬則不得侵佔屬於本地村落和原住民部落的土地；為了減少對於臺灣本地糧食供應的負擔，清廷在台官兵的糧食都被要求由中國大陸進口而來，保質期短的食物例如蔬菜等也必須從市場上以市價購買，不得以較低價向臺灣商家大量採購批發。
對於台灣的去留，北京政府原先計畫在明鄭勢力被擊敗後，將當地所有漢民遷回大陸並永久捨棄臺灣，漢兵則解散或是打散混編入清朝既有部隊中。最終被遣返回大陸的明鄭官兵大約有四萬人左右。1683年，清廷宣布所有在台無妻室、無恆產的開墾者必須返回大陸，而已有妻室恆產者則需要向當地政府登記。對於一般民眾來說，由於許多當初因為內戰而渡海來台的內地移民本就不滿高壓的鄭氏統治，因此這些對於能重回大陸意願極高。為了加速把臺灣人口遷移離開的進程，清政府也將許多犯罪的懲罰也都改成了遣返回大陸，至1684年九月，施琅估計在平台僅一年之內，臺灣當地的漢人人口就已經減少了近一半之多，而鄭氏時期全台的漢人人口也約僅有十二萬人。

1685年清領臺灣行政區劃全圖

行政區劃方面，清廷于1684年設立臺廈道，與廈門共署，並同時隸屬於當時的福建省。道為清朝行政區劃之一，其地位在省與府之間，而總管廈門與臺灣的臺廈道道署設於廈門。1684年，台湾设台湾府，辖臺灣、鳳山、諸羅三縣，隸屬於福建省臺廈道，在台澎分别驻兵1万人，设官治理、筑城戍守，并公布「台灣編查流寓則例」，严格控制大陆汉人渡台人数。台湾建府初期，清廷即授权福建巡抚从闽省内地与台地的官员互调。因此，清代台湾的官吏多是福州人。

### 期刊文獻
- 李春光.  (PDF). 辽宁大学学报. 2005, 33 (3): 89–92  [2021-10-16]. （原始内容存档 (PDF)于2021-11-26）.
- 陈梧桐. . 河南大学学报（社会科学版）. 2004, (2).
- 林仁川; 陈支平. . 台湾研究集刊. 1983, (2).
- 王政尧. . 华南师范大学学报（社会科学版）. 1983, (2).
- 李尚英. . 中国社会科学院研究生院学报. 1983, (5).

### 書籍
- 劉澤民 (编). . 南投市: 國史館臺灣文獻館. 2015. ISBN 9789860454062.
- 張海鵬; 李細珠 (编). . 北京市: 社會科學文獻出版社. 2013. ISBN 9787509754139.
- 湯錦台. . 發現台灣 初版. 臺北市: 如果出版社. 2011. ISBN 978-986-6702-79-2.
- 蒋宗伟. . 福州市: 福建教育出版社. 2007. ISBN 9787533446888.
- 王泰升; 薛化元; 黃世杰. . 台北市: 五南圖書出版公司. 2015  [2021-10-16]. ISBN 9789571178615. （原始内容存档于2017-03-05）.
- 汪毅夫. . 福州市: 福建教育出版社. 2006. （原始内容存档于2016-10-12）.
- 任力. . 北京市: 解放軍出版社. 1996. ISBN 9787506532051.
- 陈在正; 孔立. . 廈門市: 厦门大学出版社. 1986.
- 中国第一历史档案馆 (编). . 福州市: 福建人民出版社. 1983.
- Shepard, John Robert. . Stanford, California: Stanford University Press. 1993. ISBN 0804720665.

### 文獻清單
1. ↑  . 中国台湾网. 2002-05-27  [2021-10-16]. （原始内容存档于2021-10-16）.
2. ↑  關岭. . 香港01. 2020-12-30  [2021-11-02]. （原始内容存档于2021-11-05）.
3. ↑  任力; 吴如嵩. . 中国台湾网. 2002-11-21  [2021-10-16]. （原始内容存档于2021-10-19）.
4. ↑  湯錦台 & 2011年，第129頁.
5. ↑  臺灣大事年表 & 2015年，第14頁.
6. ↑  臺灣大事年表 & 2015年，第15頁.
7. ↑  臺灣大事年表 & 2015年，第17頁.
8. ↑  振宇·左. . 军事谊出版社. 2003.
9. 1 2  Shepard 1993，第103頁.
10. ↑  Shepard 1993，第104頁.
11. ↑  郑以灵.  (PDF). 福建论坛. 2004, (5): 68–70  [2021-10-16]. （原始内容存档 (PDF)于2021-11-26）.
12. ↑  郑经〈复靖南王耿继茂招降书〉
13. ↑  任力 & 1996年.
14. ↑  蒋宗伟 & 2007年.
15. ↑  Shepard 1993，第95頁.
16. ↑  李春光 & 2005年.
17. ↑  康熙统一台湾档案史料选辑 & 1983年.
18. ↑  《台湾外志》卷二十
19. ↑  魏源《圣武记》卷八
20. 1 2  臺灣大事年表 & 2015年，第26頁.
21. ↑  清聖祖實錄，卷一百零三.
22. ↑  清聖祖實錄，卷九十一.
23. ↑  安然. . 新华出版社. 2006. ISBN 9787501174362.
24. ↑  . 新浪网. 中国台湾网. 2005-10-24  [2017-06-05]. （原始内容存档于2019-03-05）.
25. ↑  張海鵬、李細珠 & 2013年，第354頁，轉引自羽根次郎著〈西方中國想像中的臺灣想像——從古羅馬到近代西歐的演變過程〉.
26. ↑  馬德茂, 鄭保國 & 張鵬程 2004，第四章 鄭成功收復台灣與清朝的統一
27. ↑  臺灣大事年表 & 2015年，第26頁至第27頁.
28. ↑  . zh.wikisource.org.   [2019-04-23]. （原始内容存档于2021-12-19）.
29. ↑  Shepard 1993，第105頁.
30. ↑  Shepard 1993，第105-106頁.
31. ↑  Shepard 1993，第106頁.
32. ↑  王泰升、薛化元、黃世杰 & 2015年.
33. ↑  汪毅夫 & 2006年.